# Halles-sous-les-Côtes
Halles-sous-les-Côtes is een gemeente in het Franse departement Meuse (regio Grand Est) en telt 122 inwoners (1999). De plaats maakt deel uit van het arrondissement Verdun.

## Geografie
De oppervlakte van Halles-sous-les-Côtes bedraagt 5,4 km², de bevolkingsdichtheid is 22,6 inwoners per km².
De onderstaande kaart toont de ligging van Halles-sous-les-Côtes met de belangrijkste infrastructuur en aangrenzende gemeenten.

## Demografie
Onderstaande figuur toont het verloop van het inwonertal (bron: INSEE-tellingen).